# Țibrinu
Țibrinu – wieś w Rumunii, w okręgu Konstanca, w gminie Mircea Vodă. W 2011 roku liczyła 90 mieszkańców.